# ルイーズ＝イポリット (モナコ女公)
ルイーズ＝イポリット・ド・モナコ（Louse-Hippolyte de Monaco, 1697年11月10日 - 1731年12月29日）は、モナコ女公。現在のモナコ公家の先祖。

## 生涯
モナコ公アントワーヌ1世と妃でアルマニャック伯ルイの娘マリー・ド・ロレーヌの娘として、1697年11月10日に生まれた。姉カトリーヌ＝シャルロット（1690年10月7日 – 1696年6月18日）は5歳で夭逝し、男の兄弟が（嫡子では）いないため、ルイーズ＝イポリットが次期継承者とされた。アントワーヌはフランス王ルイ14世の許しを得て、娘の未来の夫はルイーズ＝イポリットの共同統治者となり、グリマルディの姓を与えることに決めた。
1715年10月20日、18歳でルイーズ＝イポリットはジャック・フランソワ・ゴワイヨン・ド・マティニョンと結婚し、8子を生んだ。この結婚は不幸だった。ジャックはモナコよりも、華やかなヴェルサイユ宮殿暮らしを好み、多くの愛妾を抱えていたからである。
父の死により、ルイーズ＝イポリットは1731年4月にパリからモナコへやってきて、国民により歓迎会が開かれた。その歓迎会に出席したジャックが加わると、会場の雰囲気が冷ややかなものに変わったという。同年12月29日、ルイーズ＝イポリットは天然痘で急死した。ジャックは国事を放棄したうえ、翌1732年5月にはモナコを離れてフランスへ戻った。彼は1733年11月8日に長男オノレに公位を譲った。

## 子女
- アントワーヌ・シャルル・マリー（1717年12月16日 - 1718年2月24日） - ド・ボー侯爵[2]
- シャルロット・テレーズ・ナタリー（1719年3月19日 - 1790年） - 「マドモアゼル・ド・モナコ」、修道女
- オノレ・カミーユ・レオノール（1720年9月10日 - 1795年5月12日） - モナコ公オノレ3世
- シャルル・マリー・オーギュスト（1722年1月1日 - 1749年8月24日） - カルラデス伯爵[2]
- ルイーズ・フランソワーズ（1724年7月15日 – 1724年9月15日） - 「マドモアゼル・ド・ボー」[2]
- フランソワ・シャルル（1726年2月4日 - 1743年12月9日） - トリニー伯[2]
- シャルル・モーリス（1727年5月14日 - 1798年1月18日） - ヴァランティノワ伯爵[2]
- マリー・フランソワーズ・テレーズ（1728年7月20日 - 1743年6月20日） - 「マドモアゼル・ド・エストゥトヴィル」[2]

## 引用・脚注
1. ↑  “モナコ公国（Principality of Monaco） 基礎データ”. 日本国外務省 Ministry of Foreign Affairs of Japan. 2020年2月10日閲覧。
2. 1 2 3 4 5 6 7 8 9 10 11  Edwards, Anne (2017) [1992]. "Tableau Genealogique de la Famille Grimaldi". The Grimaldis of Monaco (英語). Guilford, Connecticut: Lyons Press. p. 347. ISBN 0-688-08837-6。